# Icheko (cràter)
Icheko és un cràter d'impacte en el planeta Venus de 5,9 km de diàmetre. Porta el nom d'un antropònim evenki, i el seu nom va ser aprovat per la Unió Astronòmica Internacional el 1997.